# Fredagsmoskén i Malé
Fredagsmoskén i Malé (divehi: މާލެ ހުކުރު މިސްކިތް, Male' Hukuru Miskiy) är en gammal dekorerad fredagsmoské i Malé. Moskén började byggas 1658 under sultan Ibrahim Iskandar I:s styre och stod klar två år senare. Byggnaden, som i huvudsak är byggd av korallsten, omges av en gravplats från 1600-talet, vars korallstenar är omsorgsfullt och unikt snidade. Platsen har även en minaret byggd i korallsten.

Hukuru Miskiy (Fredagsmoskén) har en omkrets på 60 meter. Huvudbyggnaden som ännu används för de dagliga bönerna är indelad i tre sektioner:
1. Mihuraabuge: Rummet eller delen som används av imamen som leder bönen.
2. Medhu Miskiy: Mellanmosken.
3. Fahu Miskiy: Bakmoskén.

Moskéns interiör har många värdefulla exempel på traditionell maldivisk konst i form av träskulpturer och lackarbeten på paneler och innertak.

## Världsarvsstatus
12 februari 2008 sattes moskén upp på Maldivernas tentativa världsarvslista.